# Lista Przebojów Programu Trzeciego
Lista Przebojów Programu Trzeciego (с пол. — «Хит-парад Третьей программы»), также Lista Przebojów Trójki (с пол. — «Хит-парад Тройки»; LP3) — польский музыкальный хит-парад, выходивший по пятницам или субботам в вечернее время в эфире Третьей программы польского радио с 24 апреля 1982 года по 15 мая 2020 года. Бессменным ведущим программы был Марек Недзвецкий, с 2010 года обязанности ведущего попеременно выполняли Недзвецкий и Пётр Барон.

## История программы
Хотя Польша 1970-х и 1980-х годов находилась за «Железным занавесом», её музыкальный рынок был наполнен продуктом западной музыкальной сферы. Иностранная музыка поступала в Польшу по различным каналам, включая прямой импорт записей людьми, которым было разрешено пересекать границы, и через иностранные радиостанции, доступные в Польше (такие как «Радио Люксембург» и польское отделение «Радио Свободная Европа»). Кроме того, современные польские законы об авторских правах были более либеральными, чем в странах, не контролируемых Советским Союзом, и нарушения их обычно не наказывались. Благодаря этому различные западные исполнители завоевали популярность в Польше, несмотря на то, что их пластинки никогда официально там не выпускались и даже не были одобрены цензурным ведомством.
В то время Третья программа польского радио была одной из немногих радиостанций в Польше, транслирующих как зарубежную музыку, так и польскую музыку, официально не поддерживаемую властями. К последней категории относились отечественные рок-исполнители, электронная музыка, песенная поэзия и многие другие жанры, на которые власти смотрели свысока. Из-за этого «Тройка» приобрела широкую популярность, особенно среди молодого поколения поляков.
Первый хит-парад был составлен и выпущен в эфир Мареком Недзвецким 24 апреля 1982 года. В первой тройке тогда оказались песни «I’ll Find My Way Home» Джона Андерсона и Вангелиса, «O! Nie rób tyle hałasu» Maanam и «For Those About to Rock (We Salute You)» AC/DC. С тех пор список составлялся и выходил в эфир еженедельно, первоначально по субботам с 20:00 до 22:00. С сентября 1989 года (выпуск № 395) программа была удлинена до четырех часов (18:00-22:00). Год спустя (выпуск № 475) она была перенесена на пятницу с 19:00 до 22:00. В период с 2007 по 2010 год она была вновь перенесена на субботний вечер, но только для того, в апреле 2010 года программа опять стала выходит в эфир по пятницам.
Принцип голосования был таков, что каждый человек мог проголосовать за десять различных песен. Первоначально (до апреля 1996 года) голоса должны были быть отправлены по почте на радиостанцию для компоновки или зрители должны были позвонить на станцию и продиктовать названия песен. С появлением интернета голоса стали приниматься по электронной почте. 
С конца 1980-х годов каждый выпуск сопровождается небольшим обзором новинок и последних европейских синглов, попавших в хит-парады европейского European Hot 100 Singles, нидерландского Dutch Top 40 и американского Billboard Hot 100.
Программа стала крайне популярной и заимела большое количество поклонников, оживленный интернет-форум и фанатские интернет-архивы данных хит-парадов. 11 ноября 2010 года поклонники «Тройки» выбрали данную программу в качестве самой популярной программы за всё время.